# Kościół św. Maksymiliana Marii Kolbego w Radomiu
Kościół świętego Maksymiliana Marii Kolbego w Radomiu – rzymskokatolicki kościół parafialny należący do parafii pod tym samym wezwaniem (dekanat Radom-Zachód diecezji radomskiej).
Jest to świątynia zaprojektowana przez architekta Tadeusza Derlatkę i konstruktora Witolda Owczarka, wybudowano ją w latach 1983–1996 dzięki staraniom księdza Tadeusza Ofiary. Budowla została poświęcona w dniu 19 maja 1996 roku przez biskupa Edwarda Materskiego. Świątynia jest murowana i wzniesiona z cegły klinkierowej.